# Pibrocha egregia
Pibrocha egregia är en insektsart som först beskrevs av Kirby 1891.  Pibrocha egregia ingår i släktet Pibrocha och familjen Dictyopharidae. Inga underarter finns listade i Catalogue of Life.